# إيفار إريكسون
إيفار إريكسون (بالسويدية: Ivar Eriksson)‏ (مواليد 25 ديسمبر 1909) هو لاعب كرة قدم. يلعب مع منتخب السويد لكرة القدم. سبق له أن لعب في كأس العالم لكرة القدم مع منتخب بلاده.

## روابط خارجية
- إيفار إريكسون على موقع الاتحاد الدولي (مؤرشف)  (الإنجليزية)
- إيفار إريكسون على موقع اتحاد السويد (السويدية)
- إيفار إريكسون على موقع قاعدة بيانات كرة القدم.إي يو (الإنجليزية)
- إيفار إريكسون على موقع عالم كرة القدم.نت (الإنجليزية)